# Videira (ort)
Videira är en ort i Brasilien.   Den ligger i kommunen Videira och delstaten Santa Catarina, i den södra delen av landet, 1 300 km söder om huvudstaden Brasília. Videira ligger 747 meter över havet och antalet invånare är 42 440.
Terrängen runt Videira är kuperad västerut, men österut är den platt. Videira ligger nere i en dal. Det finns inga andra samhällen i närheten.
I omgivningarna runt Videira växer huvudsakligen savannskog. Runt Videira är det ganska tätbefolkat, med 230 invånare per kvadratkilometer.